# The Legend of Xanadu
The Legend of Xanadu (風の伝説ザナドゥ Kaze no Densetsu Xanadu?, trad. "Leyenda del Viento Xanadu") es un videojuego de rol de acción desarrollado por Nihon Falcom Corporation, parte de la serie Dragon Slayer. Fue lanzado para la TurboGrafx-CD en 18 de febrero de 1994 exclusivamente en Japón.

## Argumento
Eneas, el héroe legendario que ganó la batalla con el malvado dragón Dardantis hace 1000 años y se convirtió en el héroe rey. Arios, el descendiente de Ishtar, quien se convirtió en el capitán número 100 de la capital real, desafía a Kacours, quien lidera al monstruo de la frontera occidental McClear, con su leal vasallo, el invencible general Daimos.
- Datos: Q11665323